# عبد الرحيم الصويري
عبد الرحيم آيت الشلح, المعروف بعبد الرحيم الصويري فنان مغربي ينشد الموسيقى الأندلسية والملحون والموسيقى الشعبية المغربية. ولد سنة 1957 بمدينة الصويرة و منها تلقى لقبه الذي يعرف به. شارك الصويري في عدة محافل مثًل فيها الموسيقى المغربية في عدة مناطق من العالم كفرنسا ومصر والولايات المتحدة الأمريكية.

## حياته
ولد عبد الرحيم آيت الشلح سنة 1957 بمدينة الصويرة وكبر في كنف عائلة فقيرة. تأثر كثيرا بوالدته التي عانت من أجل تربية أبنائها، إلى درجة الاشتغال في البيوت من أجل تأمين مصاريف دراستهم. عاش عبد الرحيم طفولته وجزءا من شبابه في الصويرة قبل أن ينتقل للدار البيضاء بحثا عن عمل.
بدأ مسيرته عند اكتشاف موهبته الصوتية في أداء مقاطع المديح والسماع والموسيقى الأندلسية والملحون، قبل أن ينتقل إلى أداء الفن الشعبي والتركيز على المشاركة في تنشيط الحفلات والأعراس المغربية عبر العالم.

## التطبيع مع إسرائيل
خلال حوار مع جريدة الأخبار، أكد عبد الرحيم الصويري أنه زار إسرائيل من قبل وأنه يساند تطبيع المغرب مع إسرائيل.

## وصلات خارجية
- لقاء عبد الرحيم الصويري على قناة ميدي 1 تيفي
- لقاء عبد الرحيم الصويري في برنامج قفص الإتهام